# 南洋官报
南洋官报，是清末时的官报。光绪二十九年（1903年），吕海寰、盛宣怀、伍廷芳等人奏请开办。光绪三十年（1904年）正月初一在南京创办，宣统三年（1911年）11月停刊。